# 李紹庚

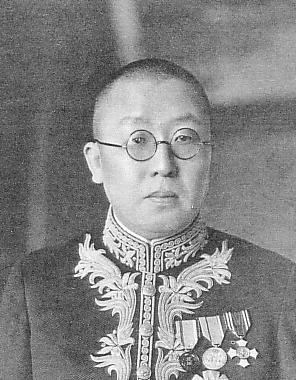

李紹庚（1896年—1949年）盛京将軍管轄区奉天府遼陽州人，中華民国、满洲国政治家、外交官。

## 生平
1920年（民国9年），李紹庚毕业于哈尔滨俄立高等商業学校。其後，就任濱江道尹公署外交科長。1924年（民国13年），任東省特别区市政管理局副局長。1926年（民国15年），任東省特别区教育厅厅長。翌年3月到9月，署理駐符拉迪沃斯托克总領事。1931年（民国20年），代理中東铁路理事長。
满洲国成立後，李紹庚历任中東铁路督办公署代理督办、北满鉄路督办兼理事長。1935年（康德2年），任交通部大臣，任至1940年（康德7年）12月。其後，任满洲国駐日本大使，赴日本就任。1942年（康德9年），任外交部大臣，至1944年（康德11年）4月在任。1945年（康德12年）4月，赴南京国民政府（汪兆銘政權）任满洲国駐华大使。
满洲国灭亡後，李紹庚被中华民国国民政府逮捕。1949年，李紹庚逝世。安葬在北京东北义园。